# Томер Франкел
Томер Франкел (хебр. תומר פרנקל‎; Јерусалим, 18. октобар 2000) израелски је пливач чија специјалност су трке слободним и делфин стилом, углавном на деоницама од 100 метара. Двоструки је јуниорски првак Европе и вишеструки национални првак и рекордер. 

## Спортска каријера
Франкел је пливањем почео да се бави још као дечак, тренирајући у пливачкој секцији спортског друштва Хапоел из Јерусалима. Деби на међународној сцени имао је на европском првенству за јуниоре у мађарском Ходмезевашархељу 2016. где је освојио и прву званичну међународну медаљу каријери, бронзу у штафетној трци на 4×200 слободно. Исти успех постигао је и годину дана касније на истом такмичењу, овај пут у Нетанији у Израелу. Дебитантски наступ у сениорској конкуренцији имао је на светском првенству у Будимпешти 2017. где је пливао у штафетама 4×100 и 4×200 слободно, те у појединачној трци на 200 слободно (укупно 54. у квалификацијама).  
Током јула 2018. освојио је две златне медаље на европском јуниорском првенству у Хелсинкију — на 100 слободно и у штафети 4×200 слободно. У децембру исте године поставио је националне рекорде на 200 и 400 слободно, те на 200 делфин (у малим базенима). 
На светском првенству у корејском Квангџуу 2019. такмичио се у четири дисциплине. У трци на 100 делфин успео је да се пласира у полуфинале у ком је заузео укупно 14. место, а пливао је и штафетне трке на 4×200 слободно (10), 4×100 мешовито (20) и 4×100 мешовито у миксу.